# Merneit
Merneit, tudi Meritneit ali Merit-Neit, je bila kraljeva soproga in regentka iz Prve egipčanske dinastije. Nekaj uradnih dokumentov priča, da je bila morda tudi samostojna vladarica. Če je to res, je  bila prva faraonka in prva kraljica v dokumentirani zgodovini. Vladala je v nedoločenem obdobju 13. stoletju pr. n. št. Njeno ime pomeni »Neitina ljubljenka«. Simbol boginje Neit je tudi na njeni steli. Lahko bi bila hčerka kralja Djera in glavna žena kralja Djeta. Če je to res, je bila pravnukinja kralja Narmerja, ki je združil Gornji in Spodnji Egipt v enotno državo. Bila je tudi mati svojega naslednika Dena.

## Družina
Številni pečati in napisi na posodah povezujejo Merneit s kralji Djerom, Djetom in Denom.  Lahko bi bila Djerova hčerka, vendar za to ni trdnega dokaza. Kot Denova mati je bila najverjetneje Djetova žena. O tem, kdo je bila njena mati, ni nobenega podatka.
Na glinastem  pečatu v grobnici njenega sina Dena je napis »Kraljeva mati, Merneit«. Ker je bil Denov oče zagotovo Djet, je bila Merneit zelo verjetno njegova kraljevska soproga.

## Življenjepis
Merneit je postala vladarica po Djetovi smrti. Njen uradni naslov je predmet razprav. Mogoče je, da je bil sin Den ob četovi smrti premlad za vladarja in je Merneit kot regentka vladala v njegovem imenu. Na podoben način je pred njo po Narmerjevi smrti v imenu mladoletnega sina vladala Neithotep. V grobnici v Nakadi je Merneitino ime napisano v sereku, kot so se pisala imena kraljev.  To bi lahko pomenilo, da je bila druga ženska, ki je v Prvi dinastiji vladala kot faraonka.
Najtrdnejši dokaz, da je bila vladarica Egipta, je njena grobnica (Y) v Abidu, ki je edina med izključno moškimi grobnicami na tem pokopališču. Pokopana je bila v bližini Djeta in Dena.  Grobnica je enako velika kot grobnice kraljev iz tistega obdobja. V njeni bližini so odkrili dve steli z njenim imenom, na seznamih kraljev iz Novega kraljestva pa njenega imena ni. Njena vladavina ni omenjena niti na seznamu faraonov Prve dinastije, ki so ga odkrili v grobnici Kaja, tretjega znanega kralja po njenem sinu Denu.
Merneit je omenjena tudi na nekaj drugih mestih.
- Njeno ime je na pečatu iz grobnice njenega sina Dena. Na pečatu je Merneit edina ženska na seznam kraljev Prve dinastije. Vsa imena  kraljev na seznamu so njihova Horova imena. Ob njenem imenu je pripis »kraljeva mati«.
- Njeno ime je bilo morda na Kamnu iz Palerma.[4]
- Njeno ime je v napisih na kamnitih posodah, vrčih in pečatih, ki so jih odkrili v veliki mastabi 3503 (16 x 42 m) v Sakari. Na enem od pečatov je njeno ime zapisano v sereku.[4]
- Merneitina ograda se imenuje skupina grobnic na pokopališču v Shunet el-Zebibu. Grobnice so iz njenega obdobja.[5]
- Merneitino ime je na predmetih iz Djerove grobnice v Umm el-Qa'abu.

## Grobnica
Merneitina grobnica je v skupini kraljevih grobnic na pokopališču Umm el-Qa'ab pri Abidu. Da je grobnica res njena, potrjujeta dve kamniti steli, odkriti na tem mestu.
Grobnico je leta 1900 odkril Flinders Petrie in po njenem videzu sklepal, da je pripadala nekemu še neznanemu kralju. Med izkopavanji so v njej odkrili veliko podzemno komoro, obzidano z zidaki iz blata, obdano z vrstami majhnih stranskih grobov, v katerih je bilo pokopanih najmanj štirideset njenih služabnikov. 
Služabniki naj bi ji služili v posmrtnem življenju. Pokop služabnikov skupaj z vladarjem se je prakticiral v celi Prvi dinastiji.  Okoli grobnic vladarjev je pokopano tudi veliko živali, ki so imele enako vlogo kot služabniki. 
Arheologi so v njeni grobnici odkrili sončno ladjo, s katero naj bi v posmrtnem življenju plula skupaj s sončnim bogom.
V Abidu je bilo veliko templjev, vključno z Umm el-Qa'abom, kjer so pokopavali kralje iz Prve in Druge dinastija. Kasneje so grobnice postale izredno pomembne. Pokopi v njihovi bližini so postali zelo zaželeni, vzporedno pa je rasel tudi ugled Abida kot kultnega središča.